# The Lookout
The Lookout (no Brasil: O Vigia; em Portugal: Vigilante) é um filme policial de drama e suspense estadunidense escrito e dirigido por Scott Frank e estrelado por Joseph Gordon-Levitt, Jeff Daniels, Matthew Goode e Isla Fisher.

## Sinopse
Frustrado desde um acidente que encerrara sua promissora carreira como jogador de hóquei, faxineiro de um banco se vê envolvido em uma proposta para um grande golpe.

## Elenco
| Ator                 | Personagem    |
| -------------------- | ------------- |
| Joseph Gordon-Levitt | Chris Pratt   |
| Jeff Daniels         | Lewis         |
| Matthew Goode        | Gary Spargo   |
| Isla Fisher          | Luvlee Lemons |
| Greg Dunham          | Bone          |
| Aaron Berg           | Cork          |
| Morgan Kelly         | Marty         |
| Tinsel Korey         | Maura         |
| Bruce McGill         | Robert Pratt  |
| Alberta Watson       | Barbara Pratt |
| Sergio Di Zio        | Deputy Ted    |
| Carla Gugino         | Janet         |
| David Huband         | Mr. Tuttle    |
| Alex Borstein        | Mrs. Lange    |
| Laura Vandervoort    | Kelly         |

## Recepção
The Lookout foi aclamado pela crítica de cinema. O filme obteve uma pontuação agregada de 87% no Rotten Tomatoes (167 avaliações), com o consenso da crítica "The Lookout é um suspense genuíno e comovente noir devido ao grande elenco e seus personagens complexos e realistas", o filme teve 73/100 no Metacritic com 33 comentários, e "B" no Yahoo Movies com 13 comentários. Críticas particularmente favoráveis vieram de Richard Roeper e Leonard Maltin, que elogiaram o filme como "o melhor até agora" do primeiro semestre de 2007. 
The Lookout ganhou o prêmio de melhor primeiro longa-metragem no Independent Spirit Awards de 2008.[carece de fontes?]